# Trensacq
Trensacq (okzitanisch: Trensac) ist eine französische Gemeinde mit 285 Einwohnern (Stand: 1. Januar 2022) im Département Landes in der Region Nouvelle-Aquitaine (bis 2015: Aquitanien). Sie gehört zum Arrondissement Mont-de-Marsan und zum Kanton Haute Lande Armagnac. Die Einwohner werden Trensacais genannt.

## Geographie
Die Gemeinde Trensacq liegt im Regionalen Naturpark Landes de Gascogne, etwa 58 Kilometer nordnordwestlich von Mont-de-Marsan und etwa 48 Kilometer östlich der Atlantikküste. An der westlichen Gemeindegrenze verläuft der Fluss Eyre, in den ganz im Süden sein Zufluss Laste einmündet. Umgeben wird Trensacq von den Nachbargemeinden Pissos im Nordwesten und Norden, Sore im Nordosten, Luxey im Osten, Sabres im Süden sowie Commensacq im Westen.

## Bevölkerungsentwicklung
| Jahr                       | 1962 | 1968 | 1975 | 1982 | 1990 | 1999 | 2011 | 2021 |
| Einwohner                  | 308  | 243  | 198  | 235  | 226  | 234  | 266  | 270  |
| Quellen: Cassini und INSEE |      |      |      |      |      |      |      |      |

## Sehenswürdigkeiten
- Kirche Saint-Martin-et-Saint-Eutrope

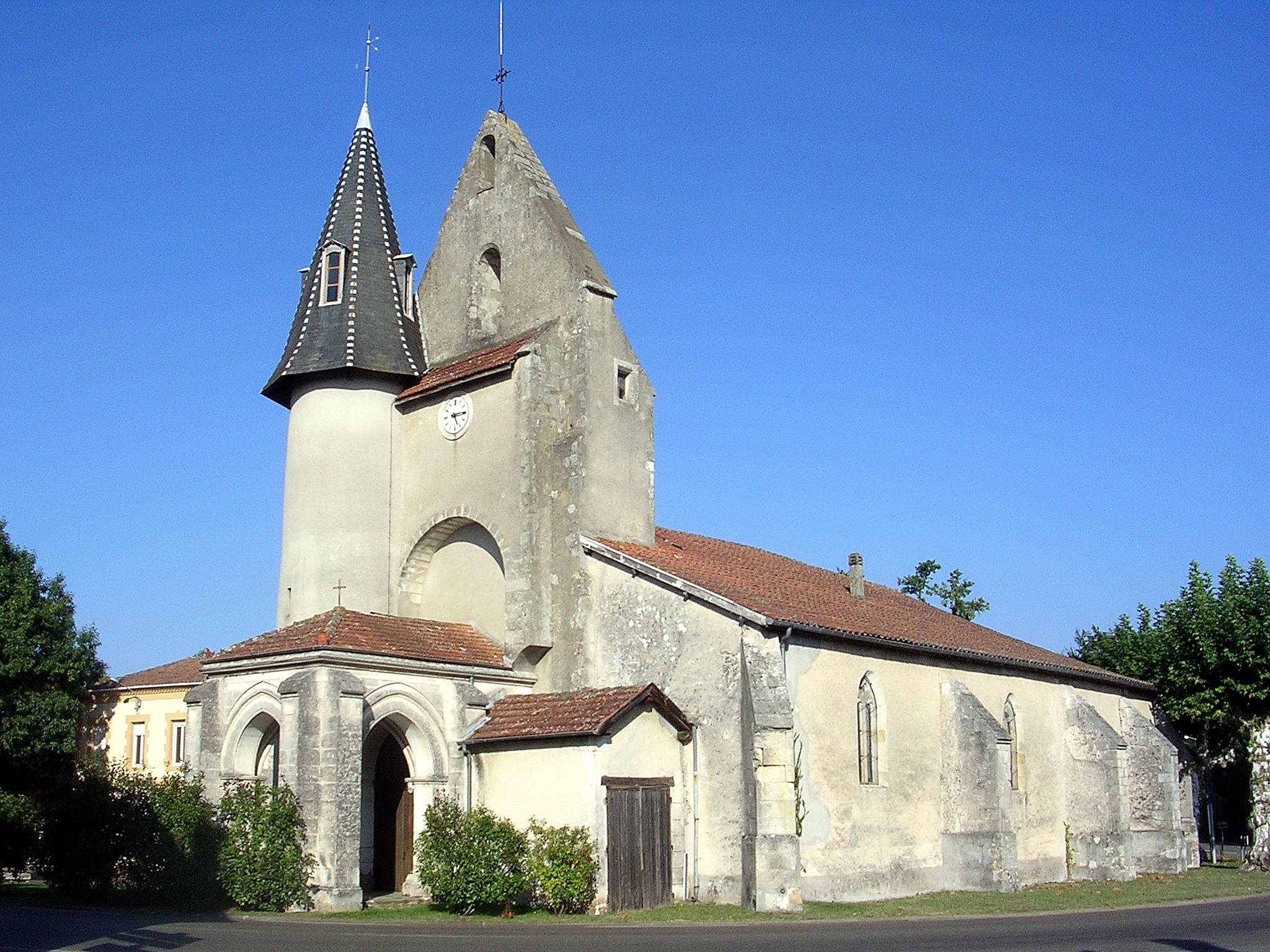
Kirche Saint-Martin-et-Saint-Eutrope

- Brunnen Saint-Eutrope